# 勝己 (呼出)
勝己（かつみ、1937年（昭和12年）8月31日 - 2004年（平成16年）4月13日）は、大相撲の三役呼出。本名は加藤 克己。東京都江戸川区出身。高島部屋→吉葉山道場→宮城野部屋所属。

## 履歴
- 1959年3月場所 - 初土俵。
- 1994年7月場所 - 呼出の番付制導入により、十両呼出に指名される。
- 1995年1月場所 - 幕内呼出に昇進。
- 2001年1月場所 - 三役呼出に昇進。
- 2002年7月場所 - 最終場所。
- 2002年8月停年（定年）退職[2]。
- 2004年4月、心不全のため死去[2]。

## その他
12年先輩の3代目立呼出米吉と生年月日が一緒である。